# Connie Sawyer
Connie Sawyer (Pueblo, Colorado, 1912. november 27. – Woodland Hills, Kalifornia, 2018. január 21.) amerikai színésznő.

## Filmjei
- Púp a háton (A Hole in the Head)  (1959)
- Ada (1961)
- The Last of the Secret Agents? (1966)
- Távoli nyugat (The Way West) (1967)
- A félszemű seriff (True Grit) (1969)
- Five Desperate Women (1971, tv-film)
- Az ördögi Roy Slade (Evil Roy Slade) (1972, tv-film)
- The Strangers in 7A (1972)
- Ember az üvegkalitkában (The Man in the Glass Booth) (1975)
- San Francisco utcáin (The Streets of San Francisco) (1976, tv-sorozat, két epizódban)
- Te jó Isten (Oh, God!) (1977)
- Óvakodj a törpétől (Foul Play) (1978)
- Fast Break (1979)
- Az igazság mindenkié (...And Justice for All) (1979)
- The Rosebud Beach Hotel (1984)
- Hot Chili (1985)
- Gyilkos sorok (Murder, She Wrote) (1986, 1991, tv-sorozat, két epizódban)
- Nights in White Satin (1987)
- Harry és Sally (When Harry Met Sally...) (1989)
- Sivatagi sorozatgyilkos (Far from Home) (1989)
- Az éjszakai árnyai (In the Heat of the Night) (1990, tv-sorozat, két epizódban)
- Hiúságok máglyája (The Bonfire of the Vanities) (1990)
- Kék sivatag (Blue Desert) (1991)
- A nemek harca (The Opposite Sex and How to Live with Them) (1992)
- Dumb és Dumber – Dilibogyók (Dumb and Dumber) (1994)
- Roseanne and Tom: Behind the Scenes (1994, tv-film)
- Ne add fel, mami! (Abandoned and Deceived) (1995, tv-film)
- Scorpion Spring (1995)
- Házi barkács (Home Improvement) (1995, tv-sorozat, egy epizódban)
- It Came From Outer Space II (1996, tv-film)
- Mint a kámfor (Out of Sight) (1998)
- A Marlowe-rejtély (Where's Marlowe?) (1999)
- The Trip (2002)
- Staring at the Sun (2002, rövidfilm)
- Flört a fellegekben (View from the Top) (2003)
- Minden végzet nehéz (Something's Gotta Give) (2003)
- Promised Land (2004)
- Sokk a jóból (Relative Strangers) (2006)
- Melyik az igazi? (Kiss the Bride) (2007)
- Ananász Expressz (Pineapple Express) (2008)
- Watch Out for Slick (2010)
- Megőrülök érted (Lovesick) (2014)
- Entanglement (2014, rövidfilm)